# 이스트던바턴셔

이스트던바턴셔

이스트던바턴셔(영어: East Dunbartonshire, 스코트어: Aest Dunbartanshire, 스코틀랜드 게일어: Siorrachd Dhùn Bhreatainn an Ear)는 스코틀랜드의 의회 구역으로 행정 중심지는 커큰틸로크이며 면적은 175km2, 인구는 105,000명(2010년 기준), 인구 밀도는 599명/km2이다. 노스래너크셔, 스털링, 웨스트던바턴셔와 접한다.